# Villaseco de los Reyes
Villaseco de los Reyes és un municipi de la província de Salamanca a la comunitat autònoma de Castella i Lleó. Limita al Nord amb Carbellino (Zamora), a l'Est amb Salamanca, al Sud amb Gejuelo del Barro, Tremedal de Tormes i Puertas i a l'Oest amb Monleras.

## Demografia
| 1991 | 1996 | 2001 | 2004 |
| ---- | ---- | ---- | ---- |
| 478  | 470  | 420  | 422  |